# Zimmerman, Minnesota
Zimmerman är en stad i Sherburne County i Minnesota. Vid 2010 års folkräkning hade Zimmerman 5 228 invånare.